# August von Kleist
August Christoph Viktor von Kleist (* 19. Februar 1818 in Perkuiken, Kreis Wehlau, Ostpreußen; † 14. Mai 1890 in Potsdam) war ein preußischer Generalmajor.

## Leben

### Herkunft
August von Kleist entstammte dem Zweig Damen seines weitverbreiteten pommerschen uradeligen Geschlechts von Kleist. Er war der vierte Sohn des preußischen Rittmeisters a. D. Christoph Albrecht Leopold von Kleist (* 19. Mai 1789 in Königsberg; † 25. März 1823), Herr auf Perkuiken, und dessen Ehefrau Emilie, geborene von Steinwehr (* 21. November 1790; † 5. August 1870 in Lablacken).

### Militärkarriere
Kleist wählte nicht nur wegen der präkeren finanziellen Verhältnisse, in der sich seine Familie nach dem frühen Tod seines Vaters befand, den Soldatenberuf. Er wurde in den Kadettenanstalten in Kulm und in Berlin erzogen und anschließend am 12. August 1835 als Sekondeleutnant der 1. Artilleriebrigade der Preußischen Armee überwiesen. In den Jahren von 1842 bis 1847 war er Verwalter des Artilleriedepots in Königsberg. Im Jahr 1848 wurde er nach Memel entsandt, um dort Strandbatterien aufzubauen, da man fürchtete, die dänische Flotte könne im Deutsch-Dänischen Krieg von 1848 um Schleswig-Holstein Memel angreifen. Nach Erledigung dieser Aufgabe wurde er noch im Jahr 1848 zum Premierleutnant befördert und zum Brigadedjutanten ernannt. Er erlebte in dieser Tätigkeit anlässlich der Mobilmachung von 1850 eine gewisse Desorganisation der Armee, die ihn veranlasste, in einer Broschüre die Notwendigkeit einer Modification unserer Armeeorganisation zu verfassen. Die Broschüre wurde dann auf allerhöchsten Befehl aus dem Buchhandel verbannt. Dennoch wurde er im Jahr 1851 zum Assistenten der Artillerie-Prüfungs-Kommission nach Berlin berufen und im Jahr 1852 zum Hauptmann befördert. Nach Abschluss der Arbeiten in Berlin wurde er anschließend zur Truppe zurückversetzt und im Jahr 1856 mit vordatierten Patent zum Hauptmann 1. Klasse ernannt und zunächst nach Magdeburg, im Jahr 1859 unter Ernennung zum Major nach Wesel versetzt. Schließlich wurde er im Jahre 1863 in die 3. Artilleriebrigade versetzt und bald darauf unter Beförderung zum Oberstleutnant zum Kommandeur der preußischen Artilleriebesatzung der Bundesfestung Mainz ernannt.
Im Jahr 1866 wurde er zum Oberst und Kommandeur des 5. Artillerie-Festungsregiments ernannt und damit während des Deutsch-Deutschen Krieges von 1866 zuständig für die Armierung der Festungen Glogau, Posen, Thorn und Graudenz. Nach dem Krieg wurde er im Juni 1868 Kommandeur der 2. Artillerie-Brigade in Stettin, in dieser Stellung mit dem Kronenorden II. Klasse ausgezeichnet sowie am 26. Juli 1870 zum Generalmajor befördert. Er nahm anschließend 1870/71 als Kommandeur der Artillerie des II. Armee-Korps am Krieg gegen Frankreich teil und bewährte sich in der Schlacht bei Gravelotte (Eisernes Kreuz II. Klasse) und bei den Belagerungen von Metz und Paris. Danach nahm er am Feldzug im Jura teil, bei dem er wegen der Strapazen dieses Feldzuges den Anstrengungen gesundheitlich nicht gewachsen war. Er wurde deshalb invalid und ihm der Abschied am 17. September 1872 mit Pension und unter Verleihung des Roten Adlerordens II. Klasse mit Eichenlaub und Schwertern bewilligt. Am 18. Dezember 1872 stellte man Kleist mit seiner Pension zur Disposition.
Er war Ehrenritter des Johanniterordens.

### Familie
Kleist war seit dem 13. April 1851 mit Emmeline von Morstein (1827–1866), Tochter von Karl von Morstein, in erster Ehe verheiratet. Aus dieser Ehe gingen vier Söhne und zwei Töchter hervor, darunter die preußischen Generale Erwin und Alfred von Kleist. In kinderloser zweiter Ehe war er seit dem 15. Oktober 1869 mit Bertha von Ostau (1855–1910) verheiratet.